# Bathytropidae
Bathytropidae es una familia de crustáceos isópodos. Sus 24 especies reconocidas son casi cosmopolitas, excepto zonas polares.

## Géneros
Se reconocen los 7 siguientes:
- Australoniscus Vandel, 1973 (1 especie)
- Bathytropa Budde-Lund, 1885 (10 especies)
- Cubanoscia Vandel, 1981 (2 especies)
- Dumetoniscus Taiti & Checcucci, 2009 (1 especie)
- Laninoniscus Reca, 1973 (1 especie)
- Monitus Lewis, 1998 (1 especie)
- Neotroponiscus Arcangeli, 1936 (8 especies)